# Dobradinha
A dobradinha é uma terminologia desportiva para designar que uma equipe/país chegou nas 2 primeiras posições, ou que um país conquistou a 1a posição de uma mesma modalidade desportiva num evento, tanto no masculino quanto no feminino. Pode significar que algo aconteceu de forma duplicada, ou seja, quando uma equipe vence dois títulos numa mesma temporada.
A dobradinha difere-se do pódio duplo, já que este designa que um país/equipe conquistou a 1a e a 3a posições.

## Automobilismo
No automobilismo, uma dobradinha é o ato de dois pilotos da mesma equipe terminarem a corrida nas duas primeiras posições, independentemente de qual deles fique na primeira posição.

### Lista de Dobradinhas Brasileiras na F-1
Os pilotos brasileiros já fizeram onze dobradinhas em Grandes Prêmios.
| N.º     | Grande Prêmio     | Data da corrida | Circuito    | Vencedor           | Equipe         | 2º lugar           | Equipe         |
| ------- | ----------------- | --------------- | ----------- | ------------------ | -------------- | ------------------ | -------------- |
| 01      | Brasil 1975       | 26 de janeiro   | Interlagos  | José Carlos Pace   | Brabham-Ford   | Emerson Fittipaldi | McLaren-Ford   |
| 02      | Grã-Bretanha 1975 | 19 de julho     | Silverstone | Emerson Fittipaldi | McLaren-Ford   | José Carlos Pace   | Brabham-Ford   |
| 03      | Brasil 1986       | 23 de março     | Jacarepaguá | Nelson Piquet      | Williams-Honda | Ayrton Senna       | Lotus-Renault  |
| 04      | Alemanha 1986     | 27 de julho     | Hockenheim  | Nelson Piquet      | Williams-Honda | Ayrton Senna       | Lotus-Renault  |
| 05      | Hungria 1986      | 10 de agosto    | Hungaroring | Nelson Piquet      | Williams-Honda | Ayrton Senna       | Lotus-Renault  |
| 06      | Mônaco 1987       | 31 de maio      | Montecarlo  | Ayrton Senna       | Lotus-Honda    | Nelson Piquet      | Williams-Honda |
| 07      | Detroit 1987      | 21 de junho     | Detroit     | Ayrton Senna       | Lotus-Honda    | Nelson Piquet      | Williams-Honda |
| 08      | Hungria 1987      | 9 de agosto     | Hungaroring | Nelson Piquet      | Williams-Honda | Ayrton Senna       | Lotus-Honda    |
| 09      | Itália 1987       | 6 de setembro   | Monza       | Nelson Piquet      | Williams-Honda | Ayrton Senna       | Lotus-Honda    |
| 10      | Canadá 1990       | 10 de junho     | Montreal    | Ayrton Senna       | McLaren-Honda  | Nelson Piquet      | Benetton-Ford  |
| 11      | Japão 1990        | 21 de outubro   | Suzuka      | Nelson Piquet      | Benetton-Ford  | Roberto Moreno     | Benetton-Ford  |
| Fontes: |                   |                 |             |                    |                |                    |                |

### Pódios de pilotos brasileiros
Até o final da temporada de 2022, nove brasileiros já haviam subido ao pódio.
| Ranking | Piloto             | N. Pódios | Vitórias    | Segundos Lugares | Terceira Posição |
| ------- | ------------------ | --------- | ----------- | ---------------- | ---------------- |
| 1º      | Ayrton Senna       | 80 pódios | 41 vitórias | 23 segundos      | 16 terceiros     |
| 2º      | Rubens Barrichello | 68 pódios | 11 vitórias | 29 segundos      | 28 terceiros     |
| 3º      | Nelson Piquet      | 60 pódios | 23 vitórias | 20 segundos      | 17 terceiros     |
| 4º      | Felipe Massa       | 40 pódios | 11 vitórias | 13 segundos      | 16 terceiros     |
| 5º      | Emerson Fittipaldi | 35 pódios | 14 vitórias | 13 segundos      | 8 terceiros      |
| 6º      | José Carlos Pace   | 6 pódios  | 1 vitória   | 3 segundos       | 2 terceiros      |
| 7º      | Roberto Moreno     | 1 pódio   | 0           | 1                | 0                |
| 7º      | Nelson Piquet Jr.  | 1 pódio   | 0           | 1                | 0                |
| 7º      | Maurício Gugelmin  | 1 pódio   | 0           | 0                | 1                |
| TOTAL   | TOTAL              | 292       | 101         | 103              | 88               |

### Pódios duplos
Até o final da temporada de 2019, em 22 oportunidades, pilotos  brasileiros subiram juntos a um pódio de uma corrida de Fórmula 1.
- Emerson-Pace: 3 vezes - Brasil (Pace 1º, Emerson 2º), Mônaco (Emerson 2º, Pace 3º) e Inglaterra (Emerson 1º, Pace 2º), todas em 1975.
- Emerson-Piquet: 1 vez - EUA (Piquet 1º, Emerson 3º) em 1980.
- Senna-Piquet: 16 vezes - Itália (Piquet 2º, Senna 3º), 1985, Brasil, Alemanha e Hungria (Piquet 1º, Senna 2º), 1986, Mônaco e EUA (Senna 1º, Piquet 2º) Inglaterra (Piquet 2º, Senna 3º) Alemanha (Piquet 1º, Senna 3º) Hungria e Itália (Piquet 1º, Senna 2º), 1987, San Marino (Senna 1º, Piquet 3º) e Austrália (Senna 2º, Piquet 3º), 1988, Canadá (Senna 1º, Piquet 2º) e Hungria (Senna 2º, Piquet 3º), 1990, EUA e Bélgica (Senna 1º, Piquet 3º), 1991.
- Piquet-Moreno: 1 vez - Japão (Piquet 1º, Moreno 2º) em 1990.
- Nelsinho Piquet-Massa: 1 vez - Alemanha (Piquet 2º, Massa 3º) em 2008.

Curioso notar que Barrichello, embora seja o segundo brasileiro que mais subiu ao pódio, não dividiu o local com nenhum compatriota. Mauricio Gugelmin e Nelson Piquet Jr. também ficaram ausente nas dobradinhas de pódios.

## Futebol
Uma dobradinha no futebol ocorre quando um clube consegue vencer, na mesma época, dois títulos. No caso de Portugal, um clube consegue a "dobradinha" se, por exemplo, vencer o Campeonato Nacional e a Taça de Portugal. No caso do Brasil, um clube consegue a "dobradinha" se ganhar o Campeonato Brasileiro de Futebol e a Copa do Brasil.